# Damian Wilson
Damian Wilson (ur. 11 października 1969 w Anglii) – angielski wokalista rocka progresywnego i metalu progresywnego. Jest znany głównie jako lider zespołu Threshold, a także wokalista zespołów Headspace i Star One.
Damian był głównym wokalistą Landmarq oraz nagrał cztery nie-progresywne autorskie albumy solowe (Cosmas, Disciple, Live in Rehearsal i Let’s Start a Commune).
Poza występami solowymi występował z kilkoma zaproszonymi gośćmi jako Damian Wilson Band. Ostatnia trasa zespołu została wydana na DVD.
Współpracował w projektach: Ayreon, Gary Hughes i grał główną rolę jako Jean Valjean w musicalu Les Misérables. Damian współpracował też z Rick Wakeman's English Rock Ensemble, Guy Fletcher, Aina, After Forever, Mostly Autumn i Praying Mantis.
W 2007 Wilson powrócił do zespołu Threshold zastępując głównego wokalistę Maca w trasie koncertowej „Live Reckoning”. Album zespołu pt. March of Progress, z Damianem jako wokalistą został wydany w 2012.
Jest obecnie frontmanem projektu Maiden uniteD.
W listopadzie 2011 Damian wydał retrospektywny podwójny album pt. I Thought The World Was Listening. 1997 – 2011 zawierający 31 remasterowanych utworów, wliczając w to nowe aranżacje i niepublikowane wcześniej materiały.
W marcu 2012 jego pierwszy album Cosmas został remasterowany i ponownie wydany jako Cosmas – Remastered.

## Dyskografia

### Albumy solowe
- Cosmas – 1997 (wersja remasterowana wydana w 2012)
- Disciple – 2001
- Live in Rehearsal (live) – 2002
- Let’s Start a Commune – 2003
- 20 Years Of Avoiding A Job (Dvd) – 2011
- I Thought The World Was Listening. 1997 – 2011 – 2011
- Cosmas – remastered – 2012
- Wedding Song – 2012 (singiel)

### Landmarq
- Solitary Witness – 1992
- Infinity Parade – 1993
- The Vision Pit – 1995

### Threshold
- Wounded Land – 1993
- Extinct Instinct – 1997
- Paradox – 2009 (kompilacja singli)
- March of Progress – 2012

### Rick Wakeman and the New English Rock Ensemble
- Out Of The Blue (live) – 2001
- Live in Buenos Aires (DVD) – 2001
- Out There – The movie – 2003

### Headspace
- I Am... (Ep) – 2007
- I Am Anonymous – 2012

### Maiden United
- Mind the Acoustic Pieces – 2010
- The Trooper (Singiel) – 2010
- Across the Seventh Sea – 2012

### Arjen Anthony Lucassen
- Ayreon – Into the Electric Castle – 1998
- Ayreon – Universal Migrator Part 1: The Dream Sequencer – 2000 (główny wokal w „And the Druids Turned to Stone”)
- Ayreon – Universal Migrator Part 2: Flight of the Migrator – 2000 (wokal wspierający „Dawn of a Million Souls”)
- Ayreon – Ayreonauts Only – 2000 (wokal główny w „Into the Black Hole”)
- Star One – Space Metal – 2002
- Star One – Live on Earth – 2003
- Stream of Passion – Live in the Real World – 2006
- Star One – Victims of the Modern Age – 2010

### Z innymi artystami
- LaSalle – LaSalle – 1993
- Tales from Yesterday w/Jeronimo Road – 1995 (wokal główny w „Starship Trooper”)
- Micha Calvin – Evolution 2 – 1995 (wokal wspierający)
- Shadowland – Mad as a Hatter – 1996 (wokal wspierający w „Salvation Comes”)
- Revealing Songs of Yes –2001 (wokal główny w „Going For the One” & „And You & I”)
- After Forever – Emphasis (Single) – 2001 (wokal główny w „Imperfect Tenses” i „Who Wants to Live Forever”)
- Shadowkeep – A Chaos Theory – 2001 (wokal wspierający)
- Wicked Sensation – Reflected – 2002 (wokal wspierający w „You’re the Answer”, „Stand Tall”, „Highspeed Chase”, „The Preacher”, „Night on Fire”, „Caught in a Fantasy”, „Let it Ride”, and „Joker in the Pack”)
- Mostly Autumn – Passengers – 2003 (wokal wspierający)
- Gary Hughes – Once & Future King Part 1 – 2003 (wokal główny w „Excalibur”)
- Aina – Days of Rising Doom – 2003 (Wokal w „Revelations”)
- Shadrane – Neurastasia – 2004
- Jeronimo Road – Live at the Orange – 2006
- Resource – More Than a Feeling – 2006 (Singiel)
- Bass Bumpers – 2006
- After Forever – Mea Culpa – 2006
- Port Mahadia – Echoes in Time- 2007
- Casual Silence – Lost In Life – 2007 (gościnnie)
- Guy Fletcher – Inamorata – 2008 (wokal wspierający)
- Galexia – Recidivate – 2008 (Single)
- Archangel  – The Akallabeth – 2009
- Seti  – Discoveries – 2010
- Unwritten Pages  – Part 1. Noah – 2010
- For All We Know – For All We Know – 2011
- Peter Gee – East Of Eden – 2011
- Adam Wakeman – Weir Keeper's Tale – 2016

### Film
- Guy Fletcher – Sergeant Pepper – My Best Friend wokal/współautor (2004)
- Guy Fletcher – Spirit Trap – Tie me down (Spirit Trap) wokal/współautor (2006)